# Crataegus gregalis
Crataegus gregalis är en rosväxtart som beskrevs av Chauncey Delos Beadle. Crataegus gregalis ingår i Hagtornssläktet som ingår i familjen rosväxter. Inga underarter finns listade i Catalogue of Life.